# Luis Ibazeta Zegarra
Luis Ibazeta Zegarra es un político peruano. 
En las elecciones generales de 1985 fue elegido diputado por el departamento de Ucayali por el Partido Aprista Peruano durante el primer gobierno de Alan García Pérez. 